# Рене Заззо
Рене Заззо (фр. René Zazzo, 27 жовтня 1910, Париж — 20 вересня 1995, Сен-Мор-де-Фоссе) — французький психолог, глава паризької школи генетичної психології. Учень А. Валлона. Досліджував переважно проблеми психічного розвитку дитини. Один з основних методів Р. Заззо — порівняльне дослідження розвитку гомозиготних (однояйцевих) близнят. З 1960-х працював в галузі дефектології.

## Біографія
З 1937 року викладав в Інституті психології Сорбонни. Під час Другої світової війни був учасником Руху опору. З 1947 року професор.

## Діяльність
Виходячи з того, що соціальність укладена в самій природі людини й ще до виникнення мови зумовлює сенсомоторні прояви дитини, Заззо на противагу школі Е. Дюркгейма розглядає психічний розвиток дитини не як перехід від несоціального до соціального (зменшення коефіцієнта егоцентризму), а як послідовність різних форм соціальності. Щодо спадковості та середовища, Заззо розглядає їх як змінні, дія яких зрештою залежить від відносин особистості з оточуючими. Встановлення асиметричних відносин усередині пари близнюків Заззо вважає важливим чинником формування кожного з них як своєрідної особистості, попри тотожність багатьох психофізіологічних характеристик.

## Твори
- La devenir de l'intelligence, P., 1946 (фр.),
- Les jumeaux, le couple et la personne, v. 1—2, P., 1960 (фр.).